# Duportella miranda
Duportella miranda är en svampart som beskrevs av Boidin, Lanq. & Gilles 1991. Duportella miranda ingår i släktet Duportella och familjen Peniophoraceae.   Inga underarter finns listade i Catalogue of Life.